# إلق
إلق (الاسم العلمي Sphex)، جنس حشرات نافعة مفترسة من فصيلة الإقيات. تقتنص مختلف أنواع الحشرات والديدان وتنقلها وتحجر عليها في وكرها الأرضي بعد أن تمتح فيها المكن اللازم. أنواعها المعروفة أكثر من 130.